# Sphaerocera shannoni
Sphaerocera shannoni är en tvåvingeart som beskrevs av Richards 1965. Sphaerocera shannoni ingår i släktet Sphaerocera och familjen hoppflugor. Inga underarter finns listade i Catalogue of Life.